# Kumalarang
Kumalarang è una municipalità di quarta classe delle Filippine, situata nella Provincia di Zamboanga del Sur, nella regione della Penisola di Zamboanga.
Kumalarang è formata da 18 baranggay:
- Bogayo
- Bolisong
- Boyugan East
- Boyugan West
- Bualan
- Diplo
- Gawil
- Gusom
- Kitaan Dagat
- Lantawan
- Limamawan
- Mahayahay
- Pangi
- Picanan
- Poblacion
- Salagmanok
- Secade
- Suminalum